# Буш (фильм)
«Буш» (оригинальное название «W.») — биографический фильм Оливера Стоуна о жизни и президентстве Джорджа Уокера Буша. Оливер Стоун также является одним из продюсеров фильма, сценарий для него написал Стэнли Уайзер, а роль президента Буша исполнил Джош Бролин.

## Сюжет
В центре сюжета картины напряжённые совещания в кабинете президента Джорджа Буша перед началом вторжения в Ирак. Флешбеки возвращают к ключевым событиям в жизни будущего президента.
1966 год. Джордж Буш младший проходит алкогольное посвящение объединения студентов Йельского университета. Джордж объявляет студентам, что его не интересует продолжение дела его отца. После того, как его сажают в тюрьму за хулиганство на футбольном матче, его отец, конгрессмен от Техаса, говорит, что поможет ему, но это будет в последний раз. Вскоре после этого Буш, не выдержав тяжёлого физического труда, уходит с работы, связанной с добычей нефти. Он поступает в Гарвардскую бизнес-школу, но вместо того, чтобы просто сообщить об этом своим родителям, устраивает пьяную драку со своим отцом. В ходе разговора отца с сыном выясняется, что настоящее желание Буша — быть бейсбольным менеджером.
Джордж Буш играет в покер и говорит своим друзьям, что хочет баллотироваться в Конгресс (один из его друзей упоминает, что его отец будет бороться с Рональдом Рейганом за пост президента). На барбекю Буш встречает Лору Уэлш, свою будущую жену. Демократ Кент Хэнс обрушивается на Буша с критикой за то, что он — не коренной техасец и потратил средства кампании на партию алкоголиков из студентов в Техас-Тек. Буш неразумно ведёт себя во время дебатов и проигрывает выборы, но при этом получает самое большое количество голосов, которое когда-либо отдавали республиканцам в округе.
Джордж не сдержан в речи, чрезмерно увлекается алкоголем. Тем не менее, встреча с духовным наставником Эрли Хаддом возвращает его на путь истинный. Буш бросает пить и становится набожным христианином. Отец предлагает ему возглавить свою президентскую кампанию, и Буш-младший соглашается переехать в Вашингтон.
Буш-старший становится президентом. Иракская кампания 1991 года заканчивается в целом успешно, однако на выборах 1992 года Буш проигрывает Биллу Клинтону. Решив, что отец не довёл операцию до логического конца, Буш-младший объявляет о том, что идёт в большую политику. Несмотря на противодействие отца, он баллотируется на должность губернатора Техаса. Буш пытается справиться со своим косноязычием и работает с советниками и консультантами. В 2000 году он выигрывает выборы и становится 43-м президентом США. С той же командой в составе Дика Чейни и Колина Пауэлла, которая работала с его отцом, Буш-младший начинает военную кампанию в марте 2003 года. Война в Ираке заканчивается победой и пленением Саддама Хусейна. Однако в Ираке так и не удаётся найти ядерное оружие, как то предполагала разведка. Беспощадная критика действий президента в Ираке, начавшаяся в том же году, продолжается.
Картина заканчивается тем, что Бушу представляется, как он играет в бейсбол на огромном стадионе. Он собирается поймать высоко пущенный сложный мяч, но мяч, пропав во тьме, так и не опускается ему в руки.

## В ролях
- Джош Бролин — Джордж Уокер Буш / George W. Bush
- Элизабет Бенкс — Лора Буш / Laura Bush
- Джеймс Кромуэлл — Джордж Герберт Уокер Буш / George H. W. Bush
- Эллен Бёрстин — Барбара Буш / Barbara Bush
- Ричард Дрейфус — Дик Чейни / Dick Cheney
- Джеффри Райт — Колин Пауэлл / Colin Powell
- Скотт Гленн — Дональд Рамсфелд / Donald Rumsfeld
- Тэнди Ньютон — Кондолиза Райс / Condoleezza Rice
- Тоби Джоунс — Карл Роув / Karl Rove
- Брюс Макгилл — Джордж Тенет / George Tenet
- Йоан Гриффит — Тони Блэр / Tony Blair
- Дженифер Сайпс — Сьюзи Эванс / Susie Evans
- Ноа Уайли — Дональд Эванс / Donald Evans
- Роб Кордри — Ари Флейшер / Ari Fleischer
- Деннис Буцикарис — Пол Вулфовиц / Paul Wolfowitz
- Стейси Кич — Эрли Хадд / Earle Hudd
- Джейсон Риттер — Джеб Буш / Jeb Bush
- Джесси Бредфорд — Тетчер / Thatcher
- Марли Шелтон — Френ / Fran
- Энн Прессли — Энн Коултер / Ann Coulter
- Колин Хэнкс — Спичрайтер / Speechwriter

## Создание фильма
Изначально фильм назывался «Bush» (рус. Буш), но потом был переименован в «W.» Съёмки фильма начались 20 мая 2008 года в Шривпорте (Луизиана) и завершились 11 июля. Фильм вышел в прокат 17 октября 2008 года, перед президентскими выборами.
Ведущая новостей Энн Прессли из KATV-7 в Литл-Роке (Арканзас) исполнила в фильме роль журналистки и консервативного обозревателя Энн Коултер. 20 октября, спустя три дня после выхода фильма в прокат, она была найдена избитой, в бессознательном состоянии у себя дома. Через пять дней она умерла от причинённых ранений. Наиболее вероятным мотивом нападения считается ограбление, а не какая-либо из сыгранных ею ролей.

## Отзывы
Фильм вызвал смешанные отзывы кинокритиков. Дав фильму четыре звезды в своём обзоре, Роджер Эберт написал, что он получился «занимательным», и похвалил игру всех актёров, заметив, что персонаж Ричарда Дрейфуса, в частности, «был не таким двуличным, как его реальное воплощение», Дик Чейни. В противоположность ему, Энн Хорнадей из The Washington Post назвала фильм суматошной, крайне неуравновешенной, тонально перемешанной карикатурой.
Кассовые сборы фильма оказались очень небольшими: при бюджете в $25 100 000 за шесть недель проката фильм собрал всего $25 517 500.